# Refugio Tánori
Refugio Tánori (Ures, Sonora, 1835-1866), indígena ópata y líder militar imperialista sonorense durante el Segundo Imperio Mexicano.

## Trayectoria militar
Nació en el pueblo de Álamos, municipio de Ures en 1835. Con grado de capitán figuró en el movimiento conservador, iniciado en Tepupa en junio de 1859 por su hermano Juan Tánori, y se amnistió después de la muerte de éste. A mediados de 1865 se sublevó a favor de la causa imperialista, el 5 de octubre de 1865 el emperador Maximiliano de Habsburgo le otorgó el grado de general y la Cruz de la Orden de Guadalupe, siendo el único indígena en Sonora con dicha distinción.

Fue el capitán que combatió a los republicanos con mayor actividad, siendo líder de ópatas y pimas. Contribuyó al asedio de Ures, libertó a los prisioneros argelinos cogidos en San Pedro, Sinaloa, derrotó a García Morales en los combates del Carnero y Nácori Grande, tomó parte importante en la defensa de Hermosillo y en los combates de Guadalupe y Ures. Cuando ya declinaba el Imperio, se dirigió a Guaymas y se embarcó con dirección a Baja California buscando la salvación en la fuga. Sin embargo, el buque en que huía en unión de otros jefes y oficiales fue alcanzado por el coronel Salazar Bustamante enfrente de Santa Rosalía, tras lo que fue aprehendido y llevado a Guaymas. Por orden del general Martínez fue fusilado con su demás compañeros el 25 de septiembre de 1866. Su muerte conllevó al inicio de la caída de la nación Ópata. Según Zamacois, antes de recibir la descarga del pelotón pronunció las siguientes palabras:

Voy a morir por la causa del Imperio que representa la regeneración social de mi patria, su independencia y su honor. Muero, pues, satisfecho de haber cumplido con mis deberes de mexicano. Viva el emperador.